# Automates Intelligents
Créé en octobre 2000 par Jean-Paul Baquiast et Christophe Jacquemin, Automates Intelligents est un site et une revue en ligne non commerciale de vulgarisation scientifique éditée par l'Association Automates Intelligents. Le contenu traite des nouvelles sciences, et de leurs prolongements dans la société.

## Thématiques
Le site a été lancé en fin d'année 2000,. Initialement plus orienté vers les sciences dites émergentes - robotique, intelligence artificielle, vie artificielle  -, le contenu a été progressivement élargi, et traite également des questions philosophiques ou politiques inhérentes au développement des découvertes dans des domaines comme la cosmologie, la biologie, la génétique, les neurosciences, l'environnement, les systèmes d'armes (drones)...
Il comporte également un grand nombre de lectures critiques portant sur des livres scientifiques venant d'être publiés, notamment ceux non traduits en français. On y trouve aussi des interviews de scientifiques français peu connus du grand public, ainsi qu'une rubrique d'actualités.
Refondus en juin 2018, le site et la Revue s'organisent aujourd'hui autour de quatre axes principaux : Univers sans limites, Enjeux d’avenir, Cerveau global, Géopolitique.

## Diffusion
Hébergé par Aphania, et dans sa vocation d'offrir ses ressources au plus grand nombre, Automates Intelligents propose un abonnement gratuit à sa Lettre mensuelle qui reprend les principaux articles publiés.

## Collection Automates Intelligents
Les rédacteurs en chef ont également dirigé  la collection Automates Intelligents aux Éditions Vuibert. Les livres suivants sont parus :
- Gilbert Chauvet, Comprendre l'organisation du vivant et son évolution vers la conscience, Vuibert, janvier 2006
- Frédéric Kaplan, Les machines apprivoisées. Comprendre les robots de loisir, Vuibert, janvier 2005
- Alain Cardon, Modéliser et concevoir une machine pensante. Approche de la conscience artificielle, Vuibert, mars 2004

On notera aussi la participation de Christophe Jacquemin et de Jean-Paul Baquiast à Robots extraordinaires, ouvrage collectif, FYP Édition/Futuroscope, mars 2006.